# Aeroportul Ordos Ejin Horo
Aeroportul Ordos Ejin Horo (IATA: DSN, ICAO: ZBDS) este un aeroport din Ejin Horo Banner⁠(d), Ordos City⁠(d), Mongolia Interioară, Republica Populară Chineză ce deservește zona Ordos City⁠(d). Aeroportul a fost tranzitat în 2022 de 721.439 de pasageri.
Aeroportul dispune de o singură pistă.